# Bien Unido, Bohol
Bien Unido là đô thị hạng 5 ở tỉnh Bohol, Philippines. Theo điều tra dân số năm 2007, đô thị này có dân số 23.412 người.

## Các đơn vị hành chính
Bien Unido về mặt hành chính được chia thành 15 khu phố (barangay).
- Bilangbilangan Dako
- Bilangbilangan Diot
- Hingotanan East
- Hingotanan West
- Liberty
- Malingin
- Mandawa
- Maomawan
- Nueva Esperanza
- Nueva Estrella
- Pinamgo
- Poblacion (Bien Unido Proper)
- Puerto San Pedro
- Sagasa
- Tuboran